# 上新バイパス
上新バイパス（じょうしんバイパス）は、新潟県上越市中郷区市屋から同県妙高市を経由して上越市下源入に至る国道18号のバイパス道路である。

## 概要
上越・妙高両市内の慢性的な渋滞の解消、冬期交通の確保などの目的で建設された、総延長24.6 kmのバイパス路線。一部連続立体交差方式となっている。「上新」の由来は『上越市』と『新井市（現・妙高市）』を繋ぐことから。
寺IC - 上越ICの区間は地域高規格道路の上越魚沼地域振興快速道路に指定されている。
全区間供用済みで、市屋IC - 寺町北交差点は暫定2車線・対面通行、寺町北交差点 - 下源入交差点は4車線。

### 路線データ
- 起点 : 上越市中郷区市屋字窪畑589番2（市屋IC）
- 終点 : 上越市大字下源入字橋向212番1（下源入交差点 = 国道8号交点、国道350号終点）
- 道路延長 : 24.6 km[1]
- 構造規格 : 第3種第1級[1]
- 設計速度 : 80 km/h[1]
- 車線数 : 4車線[1]（市屋IC - 寺町北交差点暫定2車線）

## 歴史
- 1978年（昭和53年）9月：着工[2]。
- 1982年（昭和57年）11月2日 : 寺町 - 今池（L=4.3 km）開通。（暫定2車線供用）[1]
- 1983年（昭和58年）
  - 10月28日 : 今池 - 三田（L=7.0 km）開通。（暫定2車線供用）[1]
  - 11月9日 : 上越IC開通により北陸自動車道（新潟方面）と接続。
- 1985年（昭和60年）10月30日 : 上越IC - 三田4車線化。三田 - 下源入開通（完成4車線供用） 、一般国道8号直江津バイパスに接続[1][3]。
- 1986年（昭和61年）10月24日 : 乙吉 - 寺町（L=1.7 km）開通。（暫定2車線供用）[1]
- 1987年（昭和62年）
  - 7月21日 : 上越ICで北陸自動車道（富山方面）と接続。
  - 9月28日 : 長森 - 乙吉（L=3.8 km）開通。（暫定2車線供用）[1][3]
- 1988年（昭和63年）
  - 8月10日 : 四ケ所交差点・稲田三丁目交差点立体化→四ケ所IC。
  - 10月13日 : 志 - 長森（L=0.6 km）開通。（暫定2車線供用）[1][3]
- 1989年（平成元年）11月1日 : 野林 - 志（L=3.9 km）開通。（暫定2車線供用）[1][3]
- 1990年（平成2年）8月16日 : 下稲田交差点立体化→寺IC。
- 1991年（平成3年）7月30日 : 市屋IC - 野林（L=2.2 km）開通（暫定2車線供用）により全線開通[1][3]。
- 1994年（平成6年）7月22日 : 寺町交差点立体化→寺町IC。
- 1997年（平成9年）
  - 10月16日 : 中郷IC開通により上信越自動車道（藤岡方面）と接続。
  - 11月14日 : 鴨島交差点立体化→鴨島IC。
- 1998年（平成10年）12月18日 : 寺IC - 上越ICが地域高規格道路の上越魚沼地域振興快速道路に指定される。
- 1999年（平成11年）
  - 10月30日 : 中郷ICで上信越自動車道（上越方面）と接続。
  - 12月22日 : 寺IC - 上越IC（L=2.2 km） 4車線化[1][3]。
- 2000年（平成12年）8月1日 : 道の駅あらいオープン。
- 2001年（平成13年）11月29日 : 三田交差点立体化→三田IC。
- 2006年（平成18年）
  - 3月30日 : 子安交差点 - 寺IC 4車線化。
  - 12月14日 : 下源入交差点拡幅。
- 2009年（平成21年）12月25日 : 今池交差点 - 子安交差点（L=1.2 km） 4車線化[1][3]。
- 2013年（平成25年）12月25日 : 岡原交差点 - 今池交差点（L=1.7 km） 4車線化[1]。
- 2014年（平成26年）10月1日 : 下源入交差点 - 鴨島インターチェンジの区間で、最高速度が70 km/hに引き上げられ、小型特殊、第一種原動機付自転車（50 cc以下）、軽車両、歩行者が通行禁止となる[4][5]。
- 2021年（令和3年）
  - 9月21日：4車線化工事に伴い寺町 - 岡原間の車線を切替え、対面から上下分離による通行に切り替え[6]。
  - 12月1日 : 寺町北交差点 - 岡原交差点（L=1.8 km） 4車線化[7]。
- 2024年（令和6年）12月6日：道の駅あらい周辺延長0.5 km4車線化、「道の駅あらい中央交差点」新設[8]。

## 路線状況

### 主要構造物
- 市屋IC橋 - 16.2 m（上越市）
- 中郷大橋 - 144.0 m（渋江川、上越市 - 妙高市）
- 矢代川大橋 - 194.0 m（矢代川、妙高市）
- 新井大橋 - 131.0 m（矢代川、妙高市）
- 柳井田跨線橋 - 20.5 m（妙高はねうまライン、妙高市）
- 寺町IC橋 - 99.0 m（上越市）
- 高田大橋 - 169.6 m（関川、上越市）
- 新町大橋 - 78.0 m（櫛池川、上越市）
- 鴨島IC橋 - 98.0 m（上越市）
- 四ヶ所高架橋 - 310.0 m（上越市）
- 寺IC橋 - 90.0 m（上越市）
- 富岡跨道橋 - 46.5 m（上越市）
- 三田IC橋 - 95.0 m（上越市）

### 道の駅
- 道の駅あらい

### 交通量
平日24時間交通量（台）
- 妙高市梨木 : 16096
- 上越市岡原 : 26888
- 上越市子安 : 33774
- 上越市大日 : 39908

## 地理

### 通過する自治体
- 新潟県
  - 上越市 - 妙高市 - 上越市 - 妙高市 - 上越市

### インターチェンジなど
- 上側が起点側、下側が終点側。左側が上り側、右側が下り側。

| 施設名                             | 接続路線名                    | 接続路線名                      | 高崎から (km) | 所在地 | 備考                                                                |
| ---------------------------------- | ----------------------------- | ------------------------------- | ------------- | ------ | ------------------------------------------------------------------- |
| 国道18号 長野方面                  |                               |                                 |               |        |                                                                     |
| 市屋IC                             | 県道584号新井中郷線           | 市道市屋ゴルフ場線              |               | 上越市 |                                                                     |
| 中郷IC                             | -                             | E18 上信越自動車道              | 170.0         | 上越市 |                                                                     |
| 二本木                             | 市道二本木国道線              | 県道217号二本木岡川新井線       |               | 上越市 |                                                                     |
| 野林                               | 市道江端八斗蒔線              | 市道江端八斗蒔線                |               | 上越市 |                                                                     |
| 福田                               | 県道261号西野谷二本木停車場線 | 県道261号西野谷二本木停車場線   |               | 上越市 |                                                                     |
| 志                                 | 県道217号二本木岡川新井線     | 県道217号二本木岡川新井線       | 175.4         | 妙高市 |                                                                     |
| 長森                               | 市道東長森横町線              | 市道旧県道長森線                |               | 妙高市 |                                                                     |
| 道の駅あらい                       | 県道428号西野谷新田新井線     | 県道428号西野谷新田新井線       | 177.0         | 妙高市 | E18 上信越自動車道（新井PAスマートIC）が近接                        |
| 乙吉                               | 県道63号上越新井線            | 県道63号上越新井線              |               | 妙高市 |                                                                     |
| 寺町IC                             | 国道292号                     | 県道579号上越脇野田新井線       | 177.0         | 上越市 |                                                                     |
| 岡原                               | 市道東木島岡原線              | 県道254号上小沢上越妙高停車場線 |               | 上越市 |                                                                     |
| 島田                               | 県道95号上越飯山線            | 県道85号上越高田インター線      |               | 上越市 |                                                                     |
| 今池                               | 県道198号青柳高田線           | 県道198号青柳高田線             |               | 上越市 |                                                                     |
| 子安                               | 県道186号板倉直江津線         | 県道186号板倉直江津線           |               | 上越市 |                                                                     |
| 鴨島IC                             | 国道405号                     | 県道38号高田停車場線            | 187.9         | 上越市 |                                                                     |
| 四ケ所IC                           | 市道四辻町稲田橋線            | 市道四辻町稲田橋線              |               | 上越市 | 新潟県道302号本高津戸野目線終点                                     |
| 寺IC                               | 国道253号上越三和道路         | 県道13号上越安塚柏崎線          |               | 上越市 | ここから上越魚沼地域振興快速道路                                    |
| 上越インター富岡BS                 | -                             | -                               |               | 上越市 |                                                                     |
| 富岡IC                             | 県道43号上越安塚浦川原線      | 県道43号上越安塚浦川原線        |               | 上越市 |                                                                     |
| 上越IC                             | E8 北陸自動車道               | E8 北陸自動車道                 | 191.8         | 上越市 | ここまで上越魚沼地域振興快速道路                                    |
| 三田IC                             | 市道小猿屋小富岡線            | 市道小猿屋小富岡線              |               | 上越市 | 西側は都市計画道路中屋敷藤野新田線 東側は都市計画道路黒井藤野新田線 |
| 下源入                             | 国道8号（直江津バイパス）     | 国道8号（直江津バイパス）       | 193.9         | 上越市 |                                                                     |
| 国道350号 直江津市街・直江津港方面 |                               |                                 |               |        |                                                                     |